# Vágsellye és Vidéke
A Vágsellye és Vidéke egy regionális közéleti hetilap volt a Magyar Királyságban. Gyikos Mihály alapította 1907-ben. 1909-től Felvidéki Hírek lapcímmel adták ki. A lap 1913-ban szűnt meg.